# アンナ・チャクベタゼ
アンナ・チャクベタゼ（ロシア語: А́нна Джама́ловна Чаквета́дзе, ラテン文字転写: Anna Chakvetadze, 1987年3月5日 - ）は、ロシア・モスクワ出身の女子プロテニス選手。身長170 cm、体重58 kg。右利き、バックハンド・ストロークは両手打ち。シングルス自己最高ランキングは5位（2007年9月）。WTAツアーでシングルス8勝を挙げた。

## 来歴
母親の勧めで8歳からテニスを始め、2003年に16歳でプロ入りした。2004年の全米オープンで4大大会にデビューする。予選3試合を勝ち抜いたチャクベタゼは、本戦1回戦でバルバラ・シェット（オーストリア）、2回戦で当年度の全仏オープン優勝者アナスタシア・ミスキナを破る金星を挙げたが、3回戦でエレニ・ダニリドゥ（ギリシャ）に敗れた。それ以来、チャクベタゼは2005年ウィンブルドン以外はすべて4大大会の初戦を突破してきたが、2006年全米オープンで初の4回戦進出を決める。全米オープンの後、チャクベタゼは2006年10月に中国・広州大会と地元ロシア・モスクワの「クレムリンカップ」の2大会で優勝した。この年から、女子テニス国別対抗戦・フェドカップのロシア代表選手の仲間入りも果たしている。
2007年1月初頭のオーストラリア・ホバート大会でWTAツアー3勝目を挙げたチャクベタゼは、2007年全豪オープンで第12シードに選ばれた。4回戦で第8シードのパティ・シュナイダー（スイス）を 6-4, 6-1 で破り、初めてのベスト8進出を決めたが、準々決勝では第1シードのマリア・シャラポワに 6-7, 5-7 で敗れた。同年2月19日付の女子テニス世界ランキングで、チャクベタゼは初めて世界トップ10入りを果たす。この後全仏オープンでもベスト8に入ったが、この準々決勝でもシャラポワに連敗した。ウィンブルドンでは3回戦で止まったが、この後7月下旬に2週連続優勝を記録する。全米オープンでは初めての準決勝に進み、2004年の優勝者スベトラーナ・クズネツォワに 6-3, 1-6, 1-6 で逆転負けした。全米オープン終了後、9月15日・16日にモスクワ市内で行われたフェドカップ決勝の対イタリア戦にも起用され、チャクベタゼはシングルス第1試合でフランチェスカ・スキアボーネに勝ち、ロシア・チームの2年ぶり3度目の優勝に貢献した。
2007年12月にチャクベタゼの自宅に強盗が押し入り20万ドル相当の金品が奪われ、両親とともに縛り上げられた。この事件からチャクベタゼの成績は下降線を辿り始める。
2008年は2月の「パリ・インドア選手権」でアグネシュ・サバイ（ハンガリー）を破る優勝があったが、全米オープンでは、2005年ウィンブルドン以来の1回戦敗退を喫し、2009年、2010年も4大大会1、2回戦止まりが続きランキングを大きく落とした。
2010年7月のスロベニア・オープンでチャクベタゼはヨハンナ・ラーションを 6–1, 6–2 で破り2年ぶりのシングルス8勝目を挙げた。この優勝が最後の優勝になった。
チャクベタゼは2011年12月のロシア連邦議会下院選挙に正義党から立候補したが落選した。
2012年9月のタシケント大会に出場したのが最後の試合出場になり、2013年9月に26歳で現役引退を発表した。

## WTAツアー決勝進出結果

### シングルス: 9回 (8勝1敗)
| 大会グレード          | 大会グレード                 |
| 2008年以前            | 2009年以後                   |
| --------------------- | ---------------------------- |
| グランドスラム (0–0)  |                              |
| WTAファイナルズ (0–0) |                              |
| ティア I (1–0)        | プレミア・マンダトリー (0-0) |
| ティア I (1–0)        | プレミア5 (0-0)              |
| ティア II (2-1)       | プレミア (0–0)               |
| ティア III (3–0)      | インターナショナル (1–0)     |
| ティア IV ＆ V (1–0)  | インターナショナル (1–0)     |

| 結果   | No. | 決勝日         | 大会               | サーフェス        | 対戦相手                     | スコア           |
| ------ | --- | -------------- | ------------------ | ----------------- | ---------------------------- | ---------------- |
| 優勝   | 1.  | 2006年9月25日  | 広州               | ハード            | アナベル・メディナ・ガリゲス | 6–3, 6–4         |
| 優勝   | 2.  | 2006年10月15日 | モスクワ           | カーペット (室内) | ナディア・ペトロワ           | 6–4, 6–4         |
| 優勝   | 3.  | 2007年1月12日  | ホバート           | ハード            | バシリサ・バルディナ         | 6–3, 7–6(3)      |
| 優勝   | 4.  | 2007年6月17日  | スヘルトーヘンボス | 芝                | エレナ・ヤンコビッチ         | 7–6(2), 3–6, 6–3 |
| 優勝   | 5.  | 2007年7月22日  | シンシナティ       | ハード            | 森上亜希子                   | 6–1, 6–3         |
| 優勝   | 6.  | 2007年7月29日  | スタンフォード     | ハード            | サニア・ミルザ               | 6–3, 6–2         |
| 優勝   | 7.  | 2008年2月10日  | パリ               | ハード (室内)     | アグネシュ・サバイ           | 6–3, 2–6, 6–2    |
| 準優勝 | 1.  | 2008年8月23日  | ニューヘイブン     | ハード            | キャロライン・ウォズニアッキ | 6–3, 4–6, 1–6    |
| 優勝   | 8.  | 2010年7月25日  | ポルトロス         | ハード            | ヨハンナ・ラーション         | 6–1, 6–2         |

### ダブルス: 6回 (0勝6敗)
| 結果   | No. | 決勝日        | 大会           | サーフェス | パートナー             | 対戦相手                                        | スコア           |
| ------ | --- | ------------- | -------------- | ---------- | ---------------------- | ----------------------------------------------- | ---------------- |
| 準優勝 | 1.  | 2006年9月24日 | 北京           | ハード     | エレーナ・ベスニナ     | ビルヒニア・ルアノ・パスクアル パオラ・スアレス | 2-6, 4-6         |
| 準優勝 | 2.  | 2007年7月29日 | スタンフォード | ハード     | ビクトリア・アザレンカ | サニア・ミルザ シャハー・ピアー                 | 4-6, 6-7(5)      |
| 準優勝 | 3.  | 2007年8月5日  | サンディエゴ   | ハード     | ビクトリア・アザレンカ | カーラ・ブラック リーゼル・フーバー             | 5-7, 4-6         |
| 準優勝 | 4.  | 2010年2月14日 | パタヤ         | ハード     | クセーニャ・ペルバク   | マリーナ・エラコビッチ タマリネ・タナスガーン   | 5-7, 1-6         |
| 準優勝 | 5.  | 2010年7月24日 | ポルトロス     | ハード     | マリーナ・エラコビッチ | マリア・コンドラチェワ ブラディミラ・ウーリロバ | 4-6, 6-2, [7-10] |
| 準優勝 | 6.  | 2012年9月15日 | タシケント     | ハード     | ベスナ・ドロンツ       | ポーラ・カニア ポリーナ・ペクホワ               | 2-6, 途中棄権    |

## 4大大会シングルス成績
略語の説明
| W | F | SF | QF | #R | RR | Q# | LQ | A | Z# | PO | G | S | B | NMS | P | NH |

W=優勝, F=準優勝, SF=ベスト4, QF=ベスト8, #R=#回戦敗退, RR=ラウンドロビン敗退, Q#=予選#回戦敗退, LQ=予選敗退, A=大会不参加, Z#=デビスカップ/BJKカップ地域ゾーン, PO=デビスカップ/BJKカッププレーオフ, G=オリンピック金メダル, S=オリンピック銀メダル, B=オリンピック銅メダル, NMS=マスターズシリーズから降格, P=開催延期, NH=開催なし.
| 大会           | 2004 | 2005 | 2006 | 2007 | 2008 | 2009 | 2010 | 2011 | 2012 | 通算成績 |
| -------------- | ---- | ---- | ---- | ---- | ---- | ---- | ---- | ---- | ---- | -------- |
| 全豪オープン   | A    | 2R   | 2R   | QF   | 3R   | 2R   | 1R   | 2R   | 1R   | 10–8     |
| 全仏オープン   | A    | 3R   | 2R   | QF   | 2R   | 1R   | 1R   | A    | A    | 8–6      |
| ウィンブルドン | A    | 1R   | 3R   | 3R   | 4R   | 1R   | 2R   | 1R   | A    | 8–7      |
| 全米オープン   | 3R   | 3R   | 4R   | SF   | 1R   | 2R   | 1R   | A    | A    | 16–7     |